# سنن ابن ماجه
سنن ابن ماجه ششمین کتاب از کتب صحاح سته است که توسط محمد ابن ماجه (۲۰۷ _ ۲۷۵ هجری) نوشته شده‌است. ابن ماجه از قزوین بوده که این شهر از مشهورترین شهرهای عراق عجم در آن زمان محسوب شده. او به علوم حدیث تسلط داشته و برای طلب حدیث به بصره، کوفه، بغداد، مکه، شام، مصر و ری سفر نموده‌است. او در تاریخ و تفسیر نیز دارای معلوماتی بود.
از آنجا که در سنن ابن ماجه برخی احادیث ضعیف نیز یافت می‌شود در بین کتب صحاح سته پایین‌ترین اعتبار را دارد متوفی سال ۲۷۳ هجری قمری است.

## توضیحات
یکی از شش مجموعه بزرگ حدیثی که در رتبه ششم است. و شامل ۴۳۴۱ حدیث و شامل صحیح و خوب و ضعیف است.

## مطالب
1. افتتاح الکتاب فی الإیمان وفضائل الصحابة والعلم[۴]
2. کتاب الطهارة وسننها
3. کتاب الصلاة
4. کتاب الأذان، والسنة فیه
5. کتاب المساجد والجماعات
6. کتاب إقامة الصلاة والسنة فیها
7. کتاب الجنائز
8. کتاب الصیام
9. کتاب الزکاة
10. کتاب النکاح
11. کتاب الطلاق
12. کتاب الکفارات
13. کتاب التجارات
14. کتاب الأحکام
15. کتاب الهبات
16. کتاب الصدقات
17. کتاب الرهون
18. کتاب الشفعة
19. کتاب اللقطة
20. کتاب العتق
21. کتاب الحدود
22. کتاب الدیات
23. کتاب الوصایا
24. کتاب الفرائض
25. کتاب الجهاد
26. کتاب المناسک
27. کتاب الأضاحی
28. کتاب الذبائح
29. کتاب الصید
30. کتاب الأطعمة
31. کتاب الأشربة
32. کتاب الطب
33. کتاب اللباس
34. کتاب الأدب
35. کتاب الدعاء
36. کتاب تعبیر الرؤیا
37. کتاب الفتن
38. کتاب الزهد

## شرح‌های کتاب[۵]
هفت کتاب مشهور عربی در شرح سنن ابن ماجه:
- (شرح سنن ابن ماجه) لأبی الحسن علی بن عبدالله ابن نعمة الأنصاری الأندلسی المحدث الفقیه المالکی المتوفی سنة ۵۶۷ هـ.
- (شرح سنن ابن ماجه) للعلامة عبد اللطیف البغدادی المتوفی سنة ۶۲۹ هـ.
- (ما تمس إلیه الحاجة من شرح ابن ماجه) لعمر بن علی بن أحمد ابن الملقن المتوفی سنة ۸۰۴ هـ.
- (مصباح الزجاجة علی سنن ابن ماجه) لجلال الدین عبد الرحمن بن أبی بکر بن محمد السیوطی المتوفی سنة ۹۱۱ هـ.
- (ما تدعو إلیه الحاجة علی سنن ابن ماجه) لشمس الدین أبی الرضا محمد بن حسن الزبیدی الشافعی.
- (کفایة الحاجة فی شرح ابن ماجه) وهو حاشیة للسندی أبی الحسن محمد بن عبد الهادی المتوفی سنة ۱۱۳۸ هـ.
- (إهداء الدیباجة بشرح سنن ابن ماجة) وهو شرح لکمال الدین محمد بن موسی الدمیری المتوفی سنة ۸۰۸ هـ.

## روش‌شناسی (منهج) ابن ماجه در سنن[۶]
ابن ماجه کتاب السنن خود را با مقدمه‌ای بر سنت و التزام به آن آغاز کرد تا به آموزگاران پیروی از سنت‌ها و التزام به آنها را بیاموزد.
قال الإمام السیوطی: «وهذا أحسن بالترتیب حیث بدأ بأبواب اتباع السنة إشارة إلی ان التصنیف فی جمع السنن أمر لا بد منه وتنبیها للطالب علی أن الأخذ بهذه السنن من الواجبات الدینیة ثم عقب هذه الأبواب أبواب العقائد من الإیمان والقدر لأنها أول الواجبات علی المکلف ثم عقب بفضائل الصحابة لأنهم مبلغوا السنن إلینا فما لم یثبت عدالتم لا یتم لنا العلم بالسنن والاحکام»
سپس ابن ماجه بقیه کتاب را از کتاب طهارت تا آخرین کتاب که همان کتاب زهد است ذکر کرده و آخرین حدیثی که ابن ماجه آورده:
حَدَّثَنَا أَبُو بَکْرِ بْنُ أَبِی شَیْبَةَ، وَأَحْمَدُ بْنُ سِنَانٍ قَالَا: حَدَّثَنَا أَبُو مُعَاوِیَةَ، عَنِ الْأَعْمَشِ، عَنْ أَبِی صَالِحٍ، عَنْ أَبِی هُرَیْرَةَ، قَالَ: قَالَ رَسُولُ اللَّهِ صَلَّی اللهُ عَلَیْهِ وَسَلَّمَ: " مَا مِنْکُمْ مِنْ أَحَدٍ إِلَّا لَهُ مَنْزِلَانِ: مَنْزِلٌ فِی الْجَنَّةِ، وَمَنْزِلٌ فِی النَّارِ، فَإِذَا مَاتَ، فَدَخَلَ النَّارَ، وَرِثَ أَهْلُ الْجَنَّةِ مَنْزِلَهُ، فَذَلِکَ قَوْلُهُ تَعَالَی: {أُولَئِکَ هُمُ الْوَارِثُونَ} [المؤمنون: ۱۰]

## سنن ابن ماجه
دانلود سنن ابن ماجه به زبان عربی